# Michaił Jakubow
Michaił Jurjewicz Jakubow, ros. Михаил Юрьевич Якубов (ur. 16 lutego 1982 w Barnaule) – rosyjski hokeista, trener.

## Kariera
- Łada Togliatti 2 (1997-2000)
- Łada Togliatti (2000-2001)
- Red Deer Rebels (2001-2002)
- Norfolk Admirals (2002-2005)
  -  Chicago Blackhawks (2003-2004)
- Spartak Moskwa (2005)
- Chicago Blackhawks (2006)
- Norfolk Admirals (2006)
- Florida Panthers (2006)
- Siewierstal Czerepowiec (2006-2010)
- Spartak Moskwa (2010)
- Jugra Chanty-Mansyjsk (2010-2011)
- Mietałłurg Magnitogorsk (2011-2013)
- Jugra Chanty-Mansyjsk (2013-2014)
- Witiaź Podolsk (2014-2015)
- HK Soczi (2015-2016)

Wychowanek Motoru Barnauł. Od maja 2011 do 30 kwietnia 2013 zawodnik Mietałłurga Magnitogorsk. W maju 2013 został ponownie graczem klubu Jugra Chanty-Mansyjsk, związany rocznym kontraktem. Od maja 2014 zawodnik Witiazia Podolsk. Z klubu odszedł w maju 2015. Od czerwca 2015 zawodnik HK Soczi. Odszedł z klubu z końcem kwietnia 2016.
Od połowy 2017 asystent trenera w amerykańskim klubie Chicago Cougars w lidze USPHL.

## Sukcesy
Reprezentacyjne
- Srebrny medal mistrzostw świata juniorów do lat 20: 2000

Klubowe
- Scotty Munro Memorial Trophy: 2002 z Red Deer Rebels
- Mistrzostwo dywizji: 2003 z Norfolk Admirals
- Frank Mathers Trophy: 2003 z Norfolk Admirals

Indywidualne
- WHL i CHL 2001/2002:
  - Pierwsze miejsce w klasyfikacji asystentów wśród pierwszoroczniaków: 57 asyst
  - WHL East Second All-Star Team
  - CHL All-Rookie Team